# INTEGRAL

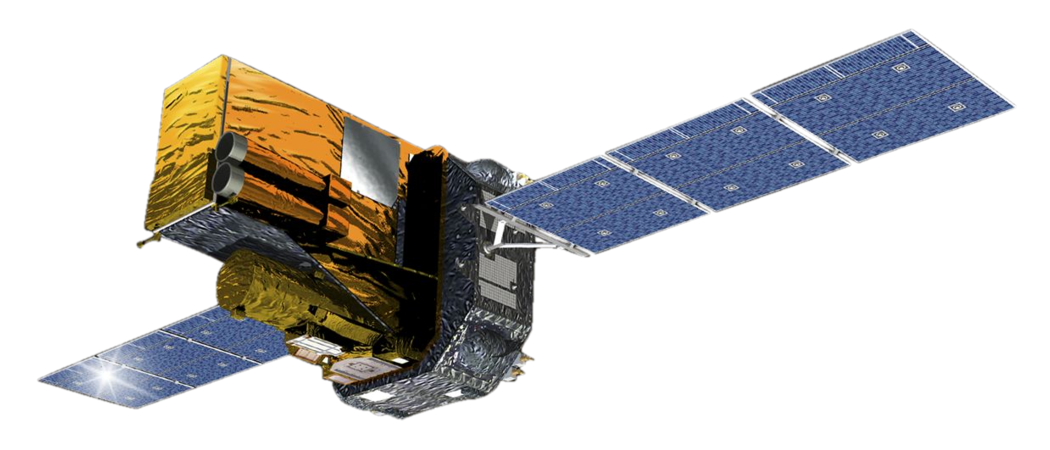
INTEGRAL

INTEGRAL(INTErnational Gamma-Ray Astrophysics Laboratory)은 최대 8MeV의 에너지 감마선을 관찰하기 위한 우주망원경이다. 2002년 유럽 우주국(ESA)에 의해 지구 궤도로 발사되었으며 우주원의 이미징 및 분광학을 제공하도록 설계되었다. MeV 에너지 범위에서는 우주에서 가장 민감한 감마선 관측소이다. NuSTAR, Neil Gehrels Swift Observatory, XMM-Newton과 같은 X선 장비보다 높은 에너지 광자에 민감하고 페르미 감마선 우주망원경 및 HESS와 같은 다른 감마선 장비보다 낮은 에너지 광자에 민감하다.
INTEGRAL 에너지 범위의 광자는 폭력적인 우주원의 상대론적 및 초열적 입자, 핵합성 중에 생성된 불안정한 동위원소의 방사능, X선 쌍성 및 감마선 폭발을 포함한 모든 유형의 천문학적 과도현상에 의해 방출된다. 우주선의 장비는 매우 넓은 시야를 가지고 있으며, 이는 하늘의 넓은 부분을 지속적으로 모니터링할 수 있기 때문에 일시적 우주원에서 감마선 방출을 감지하는 데 특히 유용하다.
INTEGRAL은 이탈리아, 프랑스, 독일, 스페인을 포함한 유럽 회원국의 추가 기여를 포함하는 ESA 임무이다. 협력 파트너는 IKI(러시아 우주 연구소)와 NASA(미국 항공 우주국)가 있는 러시아 우주국이다.
2023년 6월 현재 INTEGRAL은 반응 바퀴와 태양 복사 압력을 사용하여 추진기가 손실되었음에도 불구하고 계속 작동한다.